# Xi măng

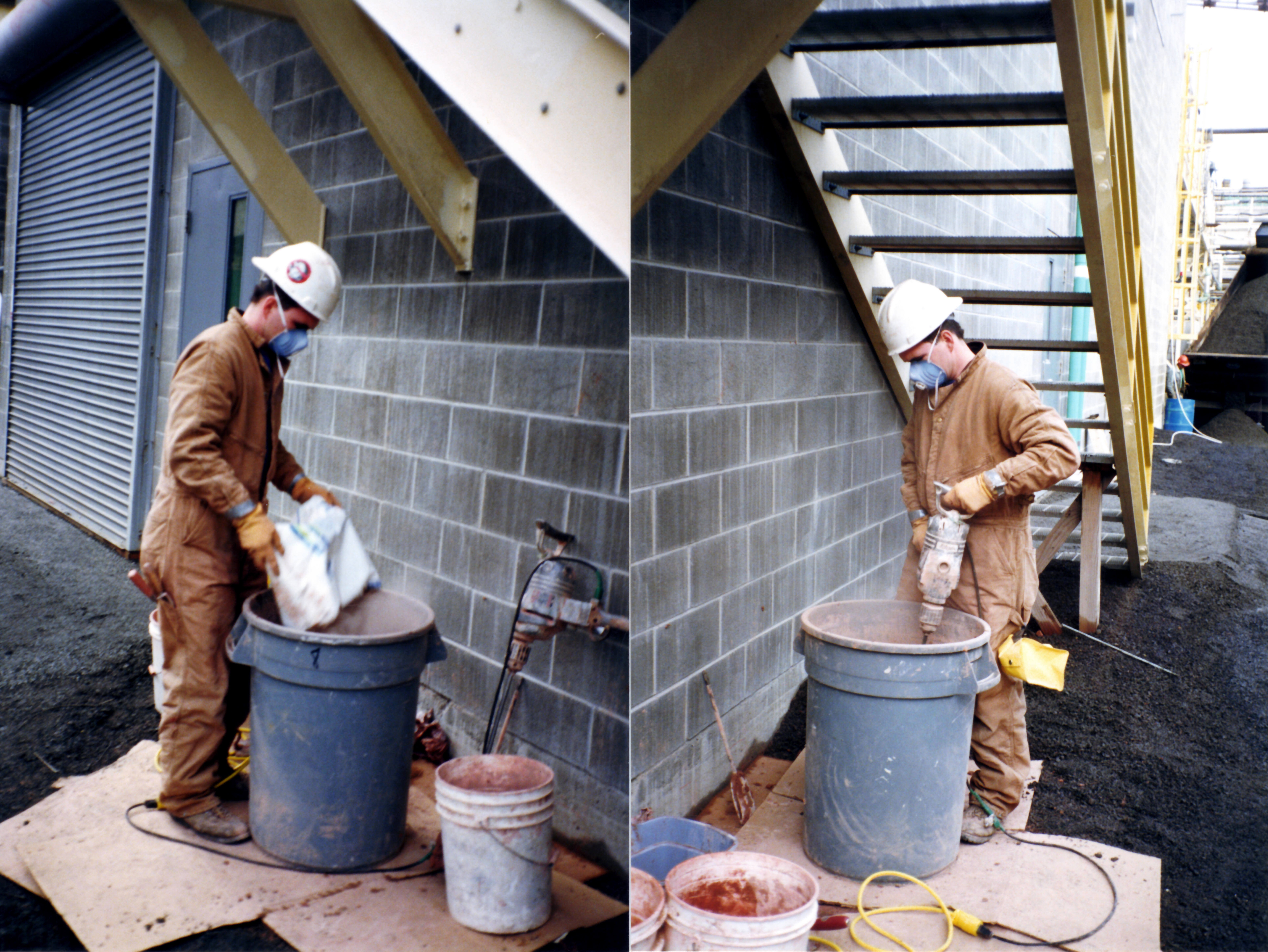
Đổ xi măng

Xi măng (từ tiếng Pháp: ciment) là một loại chất kết dính thủy lực, được dùng làm vật liệu xây dựng. Xi măng được tạo thành bằng cách nghiền mịn clinker, thạch cao thiên nhiên và phụ gia (vỏ sò, đất sét). Khi tiếp xúc với nước thì xảy ra các phản ứng thủy hóa và tạo thành một dạng hồ gọi là hồ xi măng. Tiếp đó, do sự hình thành của các sản phẩm thủy hóa, hồ xi măng bắt đầu quá trình ninh kết sau đó là quá trình hóa cứng để cuối cùng nhận được một dạng vật liệu có cường độ và độ ổn định nhất định.
Vì tính chất kết dính khi tác dụng với nước, xi măng được xếp vào loại chất kết dính thủy lực. Thật ra xi măng trong xây dựng có thể là thủy lực hoặc không thủy lực. Các loại xi măng thủy lực tỉ như xi măng Portland cứng lại dưới tác động của nước do quá trình hydrat hóa khoáng vật, ở đây các phản ứng hóa học diễn ra không phụ thuộc vào lượng nước trong hỗn hợp nước-xi măng; loại xi măng này có thể giữ được độ cứng khi đặt chìm trong nước hoặc thường xuyên tiếp xúc với nước. Phản ứng hóa học xảy ra khi các xi măng khan được trộn với nước và sinh ra các hydrat không tan trong nước. Trong khi đó các xi măng không thủy lực như vữa thạch cao buộc phải để khô mới giữ được độ bền vật lý.
Đá xi măng là sản phẩm của quá trình thủy hóa xi măng đã đạt tới một cường độ nhất định.
Công dụng quan trọng nhất của xi măng chính là sản xuất vữa và bê tông, chất kết dính của các kết tủa tự nhiên hoặc nhân tạo để hình thành nên vật liệu xây dựng vững chắc, chịu được tác động thường thấy của môi trường.
Ở đây, không nên lầm lẫn bê tông với xi măng, vì xi măng là vật liệu được dùng để kết dính các vật liệu kết tập của xi măng, còn bê tông là sản phẩm của việc trộn xi măng với các vật liệu kết tập đó.

## Ngành sản xuất xi măng trên thế giới

Sản lượng xi măng toàn cầu năm 2010

Trữ lượng xi măng toàn cầu năm 2010

Vào năm 2010, sản lượng xi măng của thế giới là 3.3 tỉ tấn. 3 nước sản xuất xi măng nhiều nhất thế giới cũng chính là 3 quốc gia đông dân nhất hành tinh: CHND Trung Hoa (1,8 tỉ), Ấn Độ (220 triệu) và Hoa Kỳ (63,5 triệu), chiếm hơn một nửa tổng sản lượng xi măng thế giới. Đối với trữ lượng xi măng, 3 nước này cũng đứng đầu thế giới với tổng trữ lượng gần bằng một nửa tổng trữ lượng trên thế giới.

### Cộng hòa Nhân dân Trung Hoa
| “              | Trong vòng 18 năm qua, Trung Quốc luôn sản xuất nhiều xi măng hơn các quốc gia khác trên thế giới. [...] (Tuy nhiên) Sản lượng xi măng xuất khẩu của Trung Quốc đạt đỉnh cao nhất vào năm 1994 với 11 triệu tấn và càng lúc càng suy giảm từ thời điểm đó. Chỉ có 5,18 triệu tấn xi măng được xuất khẩu vào năm 2002. Với giá 34 đô la một tấn, xi măng Trung Quốc đang đánh mất vị trí của mình trên thị trường khi Thái Lan yêu cầu giá chỉ 20 đô la cho loại xi măng cùng chất lượng. | ” |
| — Li Yong Yan, | |   |

Vào năm 2006, theo ước tính, Trung Quốc sản xuất chừng 1,235 tỉ tấn xi măng, chiếm 44% sản lượng toàn cầu. Theo tính toán, "Nhu cầu về xi măng ở Trung Quốc được dự kiến sẽ tăng 5,4% hàng năm và vượt quá 1 tỉ tấn trong năm 2008, việc này được thúc đẩy bởi sự tăng tiến chậm nhưng lành mạnh của chi tiêu trong xây dựng. 
Vào năm 2010, 3,3 tỉ tấn xi măng đã được tiêu thụ trên toàn thế giới, trong đó Trung Quốc đã chiếm hết 1,8 tỉ.

### Việt Nam
Ở Việt Nam, xi măng là ngành công nghiệp phát triển sớm nhất (do người Pháp mang công nghệ và kĩ thuật sang đặt nền móng), từ năm 1900 tại Hải Phòng. Hải Phòng cũng là cái nôi của ngành xi măng Việt Nam hiện nay.
Hiện nay năng lực sản xuất xi măng trong nước của Việt Nam vào khoảng trên 100 triệu tấn. Một số nhà máy lớn:
- Xi Măng Vicem (Tổng công ty): hơn 20 triệu tấn/năm
- Xi Măng Xuân Thành: 16.8 triệu tấn/năm
- Xi măng Long Sơn: 10.5 triệu tấn/năm
- Xi măng The Vissai: 10 triệu tấn/năm
- Xi măng Insee (trước là Holcim): 10,2 triệu tấn/năm
- Xi măng Vicem Hoàng Thạch: 6,2 triệu tấn/năm (Kinh Môn, Hải Dương)
- Xi măng Nghi Sơn: 4,3 triệu tấn/năm (Tĩnh Gia, Thanh Hóa)
- Xi măng Bỉm Sơn: 3,8 triệu tấn/năm (Thanh Hóa)
- Xi măng Lộc Sơn – Đài Loan (Ninh Bình): 3,6 triệu tấn/năm
- Xi măng Vinaconex Yên Bình: 3,5 triệu tấn/năm (Yên Bình, Yên Bái)
- Xi măng Cẩm Phả: 2,3 triệu tấn/năm
- Xi măng Tân Thắng: 2 triệu tấn/năm
- Xi măng Tam Điệp: 1,4 triệu tấn/năm

## Hiện tượng dị ứng xi măng
Trong công nhân xây dựng và công nhân nhà máy sản xuất xi măng do tiếp xúc với xi măng nhiều xuất hiện viêm da tiếp xúc, thường được gọi là dị ứng xi măng